# Front Royal
Front Royal település az Amerikai Egyesült Államok Virginia államában, Warren megyében, melynek megyeszékhelye is. Lakosainak száma 15 011 fő (2020. április 1.).

## Népesség
A település népességének változása:

| 2010 | 14 440 |
| 2020 | 15 011 |